# Binot Paulmier de Gonneville
Binot Paulmier de Gonneville foi um navegador francês, da Normandia, que percorreu as costas do Brasil no século XVI.
Nobre da Normandia (região norte da França), Binot Paulmier de Gonneville partiu do porto de Honfleur em 24 de junho de 1503, no comando do navio L'Espoir (A Esperança), com destino às Índias Orientais. Após escala nas Cabo Verde e em vários trechos do litoral africano, chegou ao Cabo da Boa Esperança, onde uma tempestade desviou seu navio da rota original e o fez vagar durante semanas pelo Atlântico. Em 6 de janeiro de 1504, o capitão Gonneville ancorou nas proximidades do estuário de um pequeno rio, que ele compara ao Orne, no litoral sul do Brasil. Neste local, frequentemente identificado como sendo São Francisco do Sul, ilha localizada ao norte de Santa Catarina, permaneceu durante seis meses, estabelecendo amizade com os indígenas locais, liderados por um ancião chamado Arô Içá, a que os franceses, pelas características de sua língua natal, chamavam Arosca. Ao partir, Gonneville levou consigo o filho do cacique Arosca, Içá Mirim, então com 14 anos de idade, para "ensinar-lhe a arte da artilharia e mostrar-lhe a vida entre os cristãos", conforme assinala o escritor Carlos da Costa Pereira, em Um Capítulo da Expansão Bandeirante. Prometeu a Arosca que o traria de volta em "vinte luas", mas o naufrágio do L'Espoir já no litoral da França o impediu de cumprir a palavra empenhada.
Içá-Mirim, acompanhado por um guerreiro da tribo Carijós, chamado Namoa, embarcou para a França e recebeu o batismo a bordo do l'Espoir, adotando o nome de Binot. Namoa faleceu na viagem, provavelmente de escorbuto. Içá-Mirim foi educado na França, e casou-se com Suzanne, uma das filhas do Capitão Binot Paulmier, com a condição de que os descendentes do casal usassem o nome e o brasão de armas da tradicional família francesa. Içá Mirim, chamado Essomeric ou Binot entre os franceses, nunca mais retornou ao Brasil, mas tornou-se um homem de grande importância e cultura, tendo recebido o título de Barão. Faleceu aos noventa e seis anos de idade. Tornou-se célebre o abade Jean de Gonneville, bispo de Saint Pierre de Lissieux, em Calvados, que era neto de Essomeric e que tentou localizar a Declaração de Viagem de seu trisavô Binot Paulmier, empreendimento no qual não teve sucesso. O documento da viagem foi encontrado no século XIX, por Paul Gaffarel, no Almirantado da Normandia. Foi graças a ele que se pôde reconstruir boa parte da história da heroica e ousada viagem do Conde Binot Paulmier de Gonneville.

## Relatos
Seu relato sobre a viagem, publicado em 1865, se intitula "Campagne du navire l´Espoir de Honfleur 1503-1505. Relation authentique du voyage du capitaine de Gonneville ès Nouvelles Terres des Indes. Publiée intégralement pour la première fois avec une introduction et des éclaircissements par M. d´Avezac. Paris: Challamel, 1865."
Descreve o primeiro encontro dos franceses com os índios americanos, precursor das narrativas de Thevet, Léry, Abbeville e D´Evreux.
Segundo a "Brasiliana da Biblioteca Nacional", pg. 33, "A terra do pau-brasil não despertara apenas o interesse de portugueses, espanhóis e italianos, mas também de franceses que logo se tornaram assíduos frequentadores da costa em busca da ibirapitanga ou oroboutan, segundo Thevet, ou ainda araboutan, no dizer de Léry. Já em 1504 ocorre o primeiro contato francês com o Brasil na viagem empreendida pelo capitão normando Binot Paulmier de Gonneville, que narra sua experiência com os índios carijós, em Santa Catarina. Esse relato faz parte do conjunto de documentos que, independentemente do seu valor histórico ou artístico, é, em sua maioria, de informação comercial."
É o caso do panfleto Newen Zeytung auss Presill Landt - "A Nova Gazeta da Terra do Brasil".

## Romance
Arkan Simaan, ''Un marin en Terre des perroquets'' (« Um marinheiro na Terra dos papagaios”), Ancre de marine éditions. Romance histórico baseado no relato de Binot Paulmier de Gonneville. Trata-se de uma ficção destinada a narrar ao púbico francês a chegada do primeiro “brasileiro” na França e a vinda do primeiro “francês” ao Brasil. O autor inventa uma história para rechear o relato de Binot. Estão presentes tempestades, confronto de civilizações Europeia-indígena, cena de canibalismo, pirataria, batalha naval, naufrágio... Este livro foi publicado em português com o título “Redescobrindo o Brasil – um marinheiro na terra dos papagaios” pela Editora Insular de Florianópolis (SKU: 978-85-524-0423-1).